# Gerard de Baere
Gerard de Baere (Laarne, ? - Brugge, 26 oktober 1666) was abt van de Abdij Onze-Lieve-Vrouw Ten Duinen te Koksijde van 1653 tot aan zijn dood in 1666.
De Baere werd monnik in 1631. Op 10 april 1632 werd hij subdiaken, op 21 mei 1633 diaken, en op 24 september 1633 werd hij tot priester gewijd. In 1654 werd hij, in opvolging van Benard Bottyn, tot abt van Ter Duinen verkozen en bleef dit tot aan zijn dood. Het plan om hem tot bisschop van Brugge te laten benoemen, ging niet door. De bisschoppen die toen werden benoemd waren Karel van den Bosch (1651-1660) en Robert de Haynin (1662-1668).
Op 11 mei 1666 kreeg De Baere toestemming om een kapel met een draagbaar altaar te bouwen op de locatie waar eerder het klooster van Oosteeklo had gestaan.